# Addy Engels
Addy Engels (* 16. Juni 1977 in Zwartemeer) ist ein ehemaliger niederländischer Radrennfahrer und späterer Sportlicher Leiter.

## Karriere

### Frühe Jahre
Bevor Addy Engels 2000 beim niederländischen Radsportteam Rabobank Profi wurde, holte er sich 1998 den nationalen niederländischen Meistertitel der Klasse U23 im Straßenrennen und machte durch vordere Platzierungen bei verschiedenen internationalen Nachwuchsrennen auf sich aufmerksam, so zum Beispiel als Prologsieger bei der Triptyque Ardennaise 1999 oder als Gesamt-13. der Tour de l’Avenir 1999. Im selben Jahr erreichte er als Titelverteidiger die Silbermedaille bei der nationalen U23-Meisterschaft.

### 2000–2004
Engels ging gleich in seinem ersten Profijahr neben einigen anderen wichtigen Rennen wie Paris–Nizza beim Giro d’Italia an den Start und beendete diesen auch. Am Ende des Jahres wurde er noch für das Straßenrennen der Weltmeisterschaft in Plouay nominiert, das er jedoch nicht beenden konnte. In der folgenden Saison nahm Engels dann erstmals an der Vuelta a España teil, auch diese Grand Tour fuhr er zu Ende. 2002 bewies er seine Rundfahrerqualitäten und kam als 24. des Giro d’Italia in Mailand an – das beste Gesamtergebnis bei einer großen Rundfahrt in seiner gesamten Karriere. Im selben Jahr durfte er dann noch bei der Tour de France starten und beendete sie auf dem 94. Gesamtrang. Auch die erste Top-Ten-Platzierung als Berufsradfahrer erreichte Engels 2002, nämlich auf der ersten Etappe der Setmana Catalana de Ciclisme als Zehnter. Sein bis dahin erfolgreichstes Jahr als Profi absolvierte Engels dann 2003. Da holte er sich seinen ersten und einzigen Podiumsplatz, indem er Dritter auf einer Etappe der Murcia-Rundfahrt wurde. Zudem fuhr er noch bei Tagesabschnitten der Regio-Tour, der Valencia-Rundfahrt sowie der Setmana Catalana de Ciclisme unter die besten Zehn und bestritt die Vuelta a España, die er erneut beendete.
2004 wechselte er zum Team BankGiroLoterij. Doch auch hier konnte Engels keine nennenswerten Erfolge feiern, ein achter Etappenrang bei der Rheinland-Pfalz-Rundfahrt blieb sein bestes Resultat. Als sich die Mannschaft am Ende der Saison auflöste, stand Engels kurz vor seinem Karriereende.

### 2005–2011
Aber dann interessierte sich Quick Step-Innergetic für Engels, 2005 unterschrieb er einen Vertrag beim belgischen ProTeam. Dort blieb für den Niederländer zwar weiterhin vor allem die Rolle eines Helfers, doch er verweilte bis zu seinem Karriereende 2011 bei der Mannschaft und wurde in zahlreichen bedeutenden Wettbewerben eingesetzt. So stand er gleich in seinem ersten Quick-Step-Jahr beim Giro d’Italia am Start, wo er auf der 16. Etappe aus einer Ausreißergruppe heraus den sechsten Platz belegte – sein erster Top-Ten-Rang bei einer Grand Tour überhaupt. Im Jahr darauf verpasste er beim selben Rennen seinen ersten Profisieg denkbar knapp, als er sich auf dem zwölften Tagesabschnitt nach Sestri Levante nur dem Spanier Joan Horrach um fünf Sekunden geschlagen geben musste.
Das Rennprogramm mit Giro- und Vuelta-Teilnahme in einer Saison, dass Engels schon 2006 absolviert hatte, bestritt er auch 2007, wo er zudem noch zweimal unter die Etappen-Top-Ten bei der heimischen Ster Elektrotoer fahren konnte. Über die nächsten Jahre hinweg – also 2008, 2009, 2010 und 2011 – fuhr er immer nach den Ardennenklassikern den Giro d’Italia, immer hielt er bis zum Ende durch. Daneben erreichte er 2009 Platz fünf beim Straßenrennen der niederländischen Meisterschaften und Rang zehn auf einer Etappe der Kalifornien-Rundfahrt. Am Ende seiner aktiven Laufbahn war er 2011 auch noch einmal bei der Tour de France dabei, bevor er am Ende des Jahres schließlich endgültig vom Rad stieg.
Insgesamt hat Engels in seiner Karriere als Berufsradfahrer fünfzehn große Landesrundfahrten bestritten (zwei Mal die Tour de France, vier Mal die Vuelta und neun Mal den Giro), die er alle beenden konnte. Einen Sieg konnte der Niederländer in zwölf Profijahren indes nie feiern.

## Sportlicher Leiter
Kurz nach Ende seiner Laufbahn als Fahrer wechselte Addy Engels Anfang 2012 ins Management und wurde Sportlicher Leiter beim damaligen niederländischen Team Project 1t4i, das später unter dem Namen Giant-Shimano firmierte.

## Trivia
Neben dem Radsport ist Engels ausgebildeter Grundschullehrer. Sein Bruder Allard war ebenfalls Radprofi und konnte Anfang der 1990er-Jahre sogar einige Siege einfahren.

## Grand-Tour-Platzierungen
| Grand Tour            | 2000 | 2001 | 2002 | 2003 | 2004 | 2005 | 2006 | 2007 | 2008 | 2009 | 2010 | 2011 |
| --------------------- | ---- | ---- | ---- | ---- | ---- | ---- | ---- | ---- | ---- | ---- | ---- | ---- |
| Giro d’ItaliaGiro     | 80   | –    | 24   | –    | –    | 69   | 84   | 81   | 105  | 112  | 126  | 110  |
| Tour de FranceTour    | –    | –    | 94   | –    | –    | –    | –    | –    | –    | –    | –    | 146  |
| Vuelta a EspañaVuelta | –    | 84   | –    | 114  | –    | –    | 124  | 83   | –    | –    | –    | –    |